# Godfrey G. Goodwin
Godfrey Gummer Goodwin (* 11. Januar 1873 in Saint Peter, Nicollet County, Minnesota; † 16. Februar 1933 in Washington, D.C.) war ein US-amerikanischer Politiker. Zwischen 1925 und 1933 vertrat er den Bundesstaat Minnesota im US-Repräsentantenhaus.

## Werdegang
Im Jahr 1882 zog Godfrey Goodwin mit seiner Mutter nach Saint Paul. Dort besuchte er die öffentlichen Schulen. Danach studierte er bis 1895 an der University of Minnesota in Minneapolis. Nach einem anschließenden Jurastudium an der derselben Universität und seiner im Jahr 1896 erfolgten Zulassung als Rechtsanwalt begann er in Cambridge (Minnesota) in seinem neuen Beruf zu praktizieren. Zwischen 1898 und 1907 sowie nochmals von 1913 bis 1925 war er Bezirksstaatsanwalt im Isanti County. Zwischen 1914 und 1917 war er auch Vorsitzender des Bildungsausschusses der Gemeinde Cambridge.
Goodwin war Mitglied der Republikanischen Partei. Bei den Kongresswahlen des Jahres 1924 wurde er als deren Kandidat im zehnten Wahlbezirk von Minnesota in das US-Repräsentantenhaus in Washington, D.C. gewählt. Dort trat er am 4. März 1925 die Nachfolge von Thomas David Schall an. Nach drei Wiederwahlen konnte er bis zu seinem Tod am 16. Februar 1933 im Kongress verbleiben. Seine letzten Jahre im Kongress waren von der Weltwirtschaftskrise überschattet. Im Jahr 1932 wurde Goodwins zehnter Wahldistrikt aufgelöst. Er wurde von seiner Partei nicht für einen anderen Bezirk nominiert. Allerdings hätte er ohnehin keine weitere Amtszeit antreten können, weil er noch vor dem Ablauf seiner letzten Legislaturperiode am 3. März 1933 verstarb.